# 千歳相互観光バス
千歳相互観光バス株式会社（ちとせそうごかんこうバス）は、北海道千歳市に本社を置き、バス事業や特種用途自動車（霊柩車）運行等を行う企業である。

## 概要

### 千歳バス設立
1964年1月、市街地拡大による周辺住民からの強い要望を受け、ハイヤー業を営む千歳交通は北栄団地 - 千歳駅 - 末広団地、大和団地 - 千歳駅 - 青葉ヶ丘、真町 - 仲の橋通り - 千代田町、真町 - 自衛隊宿舎の4路線の免許申請を行った。これをきっかけに千歳駅前 - 厚真間を運行していた早来バス、営業区域拡大の意図があったと思われる夕鉄バス、すでに市内を運行していた中央バスが相次いで申請し、4社の競願となった。
1965年12月15日、夕鉄バスを運営する夕張鉄道と千歳交通で業務提携が取り交わされ、12月24日千歳バス株式会社が設立された。千歳交通は貸切バス部門を千歳バスに譲渡。夕鉄バスは申請を取り下げた。新会社は資本金1000万円、大型バス10台、小型バス5台で5台の大型バスは夕鉄バスから譲渡されたものであった。本社は栄町6丁目におかれた。

### 千歳相互観光バスへの譲渡
1975年8月、千歳バスは1970年頃から利用客が伸び悩み、12台所有していた車両も3台に減った。中央バスのバス路線網の中で今後の業績向上を見込めないことから乗合事業の譲渡を札幌陸運局に申請した。譲渡先は同年5月に設立された千歳相互観光バスであり、本社所在地は千歳バス事務所の所在地とされた。同社は札幌と根室に北海道相互自動車学校、道相互観光株式会社、札幌グリーンホテルを経営する沼田義繁が社長に就任した。
12月19日譲渡が認可され、車両と社員はそのまま相互バスに引き継がれ、乗客への影響はなく譲渡は完了し、千歳バスは1976年3月をもって解散した。
その後、泉沢向陽台の開発に伴う交通対策として市から協力を要請され、1979年11月から泉沢向陽台線の運行を開始し、1995年1月には本社および車庫を現在地へ移転した。
2018年10月には地区人口増加による運行効率化で長都営業所を開設した。
2023年4月24日夜、札幌地域労組千歳相互バス支部が法定点検を認証工場で行っていない疑いや、労働条件の改善などを求め、団体交渉が行われた。締結直前の「ベアは6月から」の発言により組合員は呆れて席を立ち決裂。翌25日にストライキが実施され、千歳市内全線が終日運休。道内で路線バス事業者の組合がストを行うのは約20年ぶりとなった。また、労組から産業廃棄物を自社の敷地と隣接する千歳市の市有地にまたがる部分に埋めて不法投棄していたことが告発され、北海道と千歳市の立ち合いの元掘り返された。
2023年3月4日、千歳市地域公共交通活性化協議会で、運転手不足のため4月からの運行が困難と明らかにした。市民病院プール線は4月以降、富士交通が運行を継続。図書館青葉線は事業者確保に向けて協議中とした。
2024年3月16日、市民病院プール線は富士交通（恵庭市）へ、図書館青葉線は十勝バス（千歳営業所）へ移管運行することをWEBに掲載。

## 沿革
- 1965年（昭和40年）12月24日 - 千歳交通（山三ふじやの子会社）と夕張鉄道の提携により、前身の千歳バスが設立される[10] 。同時に、千歳交通の貸切バス部門が千歳バスに譲渡される[10]。
- 1967年（昭和42年）10月 - 2路線の運行を開始する。
- 1975年（昭和50年）6月 - 千歳相互観光バスが設立される[10]。
- 1976年（昭和51年）
  - 3月 - 千歳バスが解散する。
  - 6月 - 千歳相互観光バスが千歳バスが運行していた2路線を引き継ぐ。
- 1995年（平成7年）1月 - 本社、車庫を現在地へ移転[11]。
- 1998年（平成10年）10月 - 新星札幌バスを合併する。
- 2002年（平成14年）9月2日 - 千歳市循環型コミュニティバス（ビーバス）受託運行開始。
- 2010年（平成22年）9月21日 - 社内に労働組合・札幌地域労組千歳相互バス支部が結成される。
- 2019年（平成31年）2月10日 - 全線でフリーWi-Fiサービス開始。
- 2021年（令和3年）6月1日 - 車内の運賃支払いにバーコード決済PayPayを導入[12]。

## 営業所
本社営業所・本社ターミナル（路線バス）
北海道千歳市里美2丁目1-5
札幌営業所（貸切バス、霊柩車）
北海道北広島市輪厚431-3
長都営業所（路線バス、貸切バス）
北海道千歳市北信濃859-2（千歳市第2工業団地）
えにわコミュニティバスBコースを担当。

## 路線バス

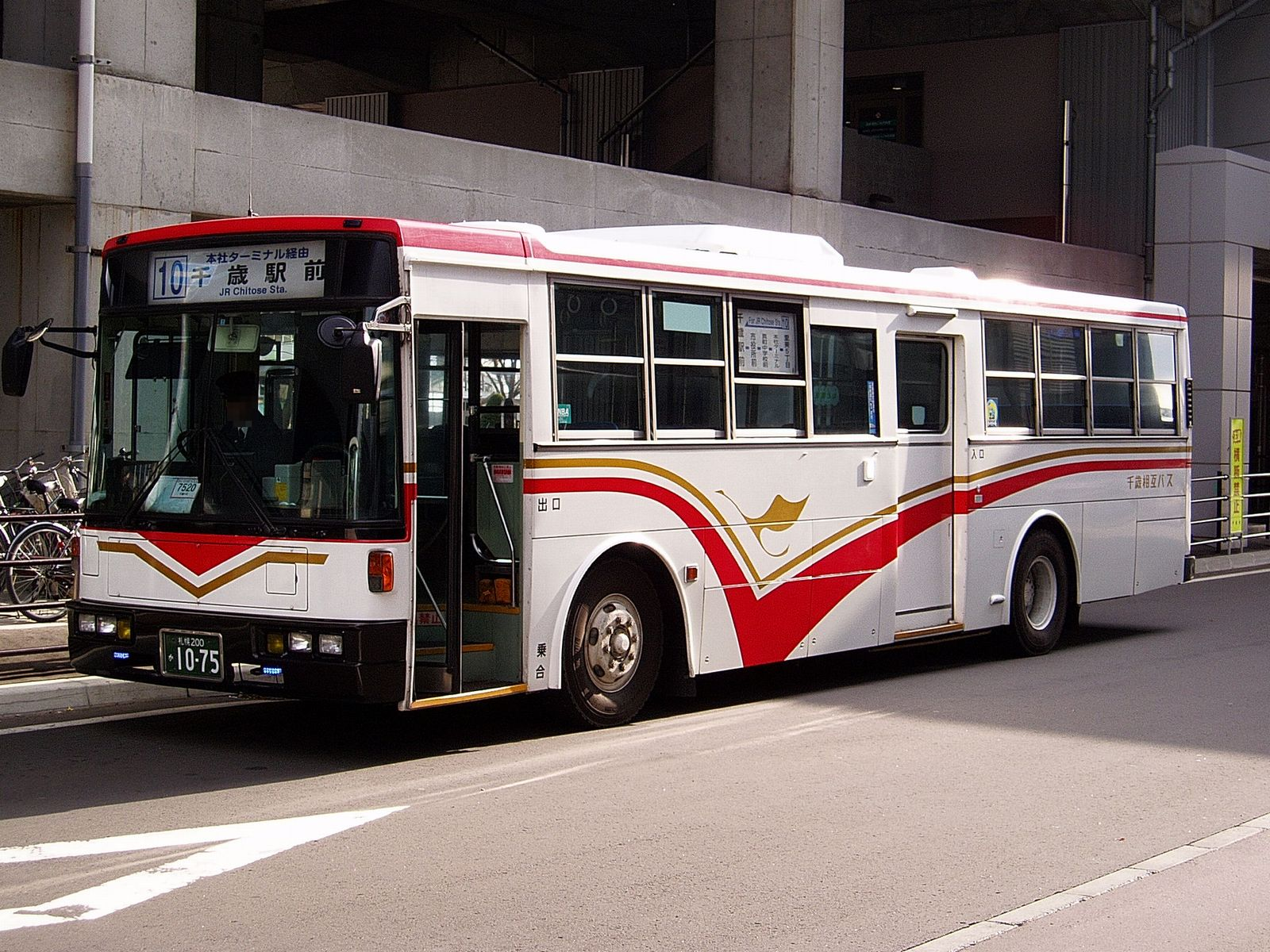
路線バス

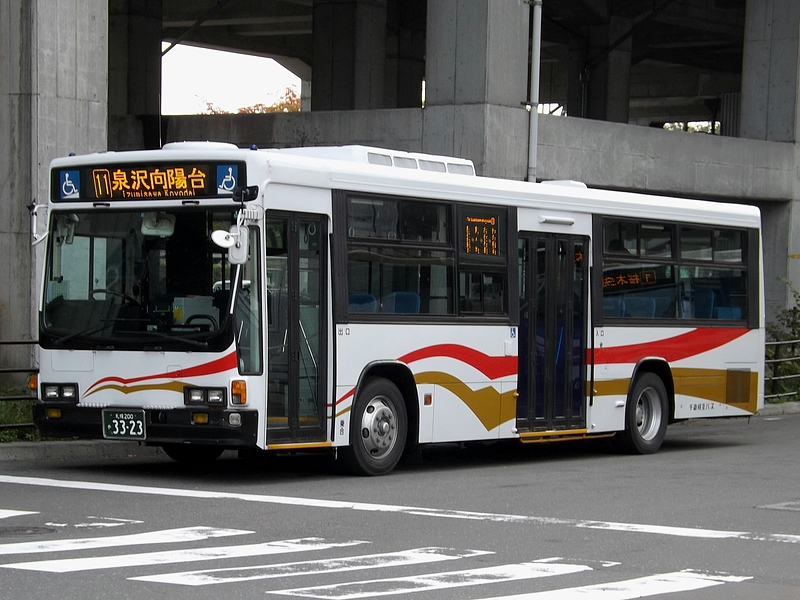
路線バス（いすゞ・キュービックワンステップ車両）

路線バス車両は2017年（平成29年）3月31日現在で36台登録されている。
2016年（平成28年）10月1日より、千歳相互観光バス（道南バス参入を含む）、北海道中央バス千歳営業所（千歳線を除く）、あつまバス（新千歳空港 - 千歳駅前のみ）の千歳市内一般路線にて大幅な再編が行われている。運賃についても千歳駅前または市民病院でバスを乗り継ぐ際の割引適用や、約1.3 km以内の短距離の実施運賃を100円（2024年（令和6年）12月1日より150円）とするなど、千歳市独自の施策が適用される。
「千歳駅前」乗り場の詳細は千歳ステーションプラザを参照。
2024年（令和6年）4月1日現在。
泉沢向陽台線・泉沢市民病院線
系統番号は始発地や途中経路にかかわらず、10は千歳駅前行、11は千歳リハ大学前行、12は市民病院行となる。
- 10・11・12（普通）：千歳リハ大学前 - 泉沢中央通 - 柏陽3丁目 - 福住1丁目 - 文京5丁目 - 本社ターミナル - 千歳リハ大学前 - 白樺3丁目 - 若草4丁目 - 1丁目公園前/向陽台病院 - 向陽台入口 - 真々地 - 本町2丁目 - 市役所前 - 仲の橋通 - もりもと本店前 - 千歳駅前 - 高台3丁目 - 末広小学校 - 千歳市民病院
- 10・12（快速）：文京5丁目→本社ターミナル→千歳リハ大学前→若草4丁目→1丁目公園前→向陽台入口→真々地→（普通便と同経路）→千歳駅前→（普通便と同経路）→千歳市民病院
- 10・12（快速）：福住1丁目→柏陽3丁目→里見4丁目→白樺3丁目→向陽台病院→真々地→（普通便と同経路）→千歳駅前→（普通便と同経路）→千歳市民病院
  - 10・12（普通）の午前・昼便は向陽台病院経由。10・12の夕方以降と11の全便は1丁目公園前経由。千歳リハ大学前 - 向陽台入口間（向陽台地域内）は150円（2024年（令和6年）11月30日まで100円）区間[19]。
  - 2016年（平成28年）10月1日、11・12系統の千歳駅前 - 千歳市民病院間を花園5丁目経由から高台1丁目経由に変更[20][21]。

勇舞空港線
- 16：長都駅東口 - 勇舞公園前 - 勇舞中学校 - 北陽高校前 - 富士4丁目 - 新富3丁目 - 北栄2丁目 - イオン千歳店 - 千歳駅前 - もりもと本店前 - 仲の橋通 - 市役所前 - 朝日町7丁目 - 南千歳駅 - エアカーゴ前 - 新千歳空港
  - 2016年（平成28年）10月1日新設。一部を道南バスが運行する。千歳駅前始発長都駅東口行の区間便あり。

Fビレッジシャトルバス
- 北広島駅 - エスコンフィールドHOKKAIDO
  - 北海道バスと共同で2023年（令和5年）3月14日運行開始[22]。本路線に限りVisaのタッチ決済やICOCAなど交通系ICカード全国相互利用サービス対応10カードが使用可能[23]。詳細は北海道バス#Fビレッジシャトルバスを参照。

えにわコミュニティバス ecoバス（運行受託）
- 2013年（平成25年）4月1日より運行を受託する[24]。詳細は当該記事を参照。

### 休廃止路線
図書館・青葉線
- 14：図書館 - 本町4丁目 - 市役所前 - 仲の橋通 - もりもと本店前 - 千歳駅前 - 末広4丁目 - 千歳川河川事務所（→千歳水族館入口→青葉中学校→千歳川河川事務所）
  - 図書館から千歳川河川事務所を経て、括弧内を循環し、千歳川河川事務所から図書館へ戻る循環線。
  - 2016年（平成28年）10月1日[20][21]
    - 千歳駅前→青葉4丁目の経路を青葉1丁目経由から末広4丁目経由に変更。
    - 起終点の停留所名を「青葉公園」から「図書館」に改称、その他一部停留所を改称。
    - 路線名を「青葉線」から改称。

  - 2024年（令和6年）4月1日廃止。同日より十勝バスが運行する[9][25][26]。

市民病院プール線
- 15：千歳市民病院 - 末広小学校 - 花園7丁目 - サーモン橋 - 青葉中学校 - 梅ヶ丘郵便局（→梅ヶ丘1丁目→温水プール→梅ヶ丘クリニック→梅ヶ丘郵便局）
  - 千歳市民病院から梅ヶ丘郵便局を経て、括弧内を循環し、梅ヶ丘郵便局から千歳市民病院へ戻る循環線。梅ヶ丘1丁目発千歳市民病院・北陽高校前行、千歳市民病院発梅ヶ丘クリニック行の区間便あり。
  - 2016年（平成28年）10月1日より100円バスとして試験運行を継続していたが[27]、2022年（令和4年）4月1日より運賃変動制とし本運行となった[28]。
  - 廃止された千歳市循環型コミュニティバスの廃止区間の一部を運行する[20][21]。
  - 2024年（令和6年）4月1日廃止。同日より富士交通が運行する[9][26]。

千歳市循環型コミュニティバス ビーバス（運行受託）
- 2002年（平成14年）9月運行開始、2016年（平成28年）10月1日廃止。詳細は当該記事を参照。

## 貸切バス
貸切バス事業は、札幌運輸支局管内、室蘭運輸支局管内のうち苫小牧市、勇払郡、登別市、伊達市、有珠郡、白老郡、沙流郡での発着が認められている。車両は37台登録されている。2008年（平成20年）に解散したブルーバスグループに加盟していた。
新千歳空港ではAIRDO（エア・ドゥ）やスカイマークなどランプバスの運行を受託する。

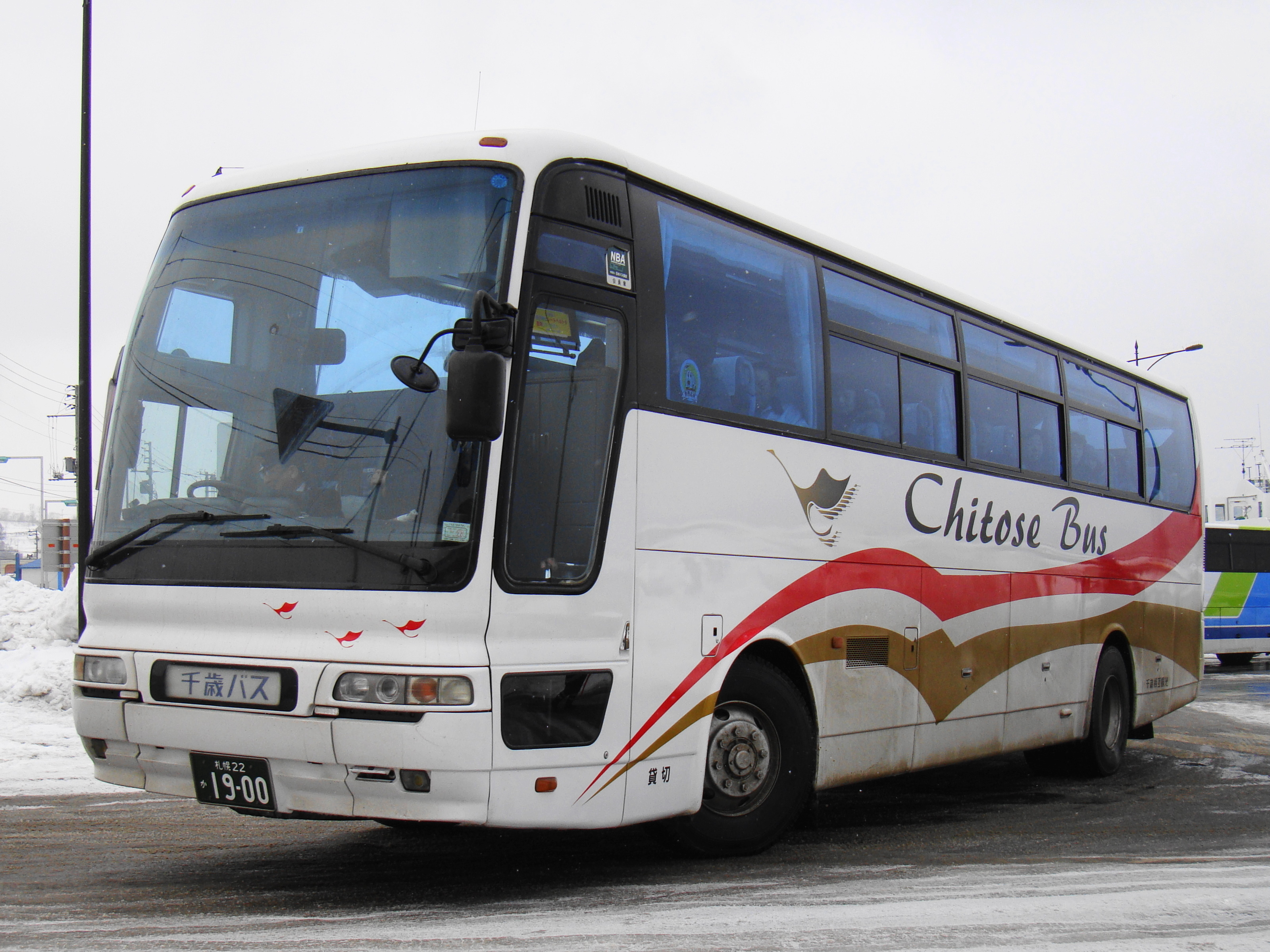
貸切バス（三菱ふそう・エアロクィーンI）
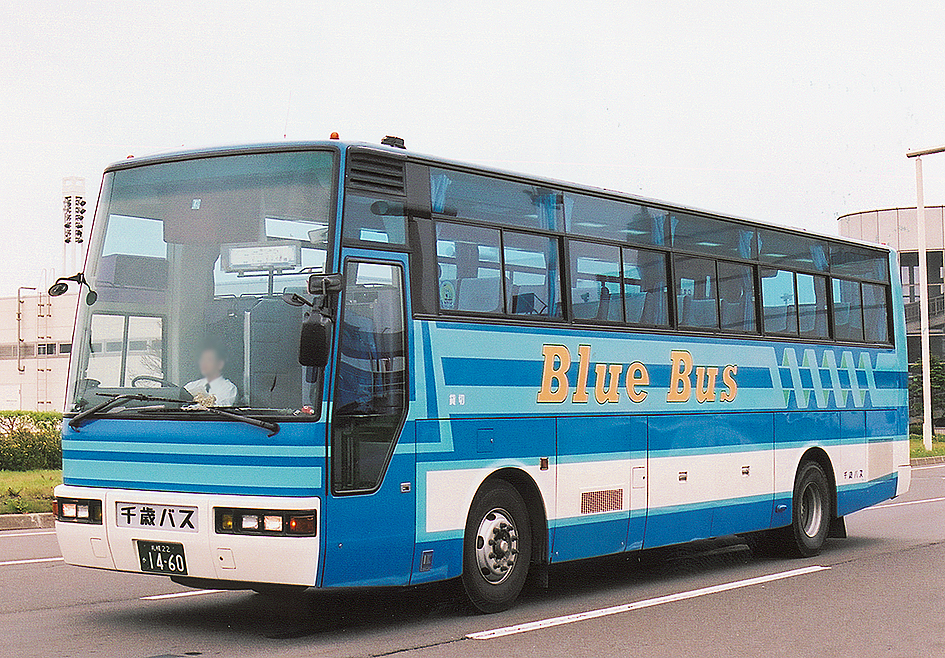
ブルーバスカラーの貸切バス（いすゞ・スーパークルーザー）
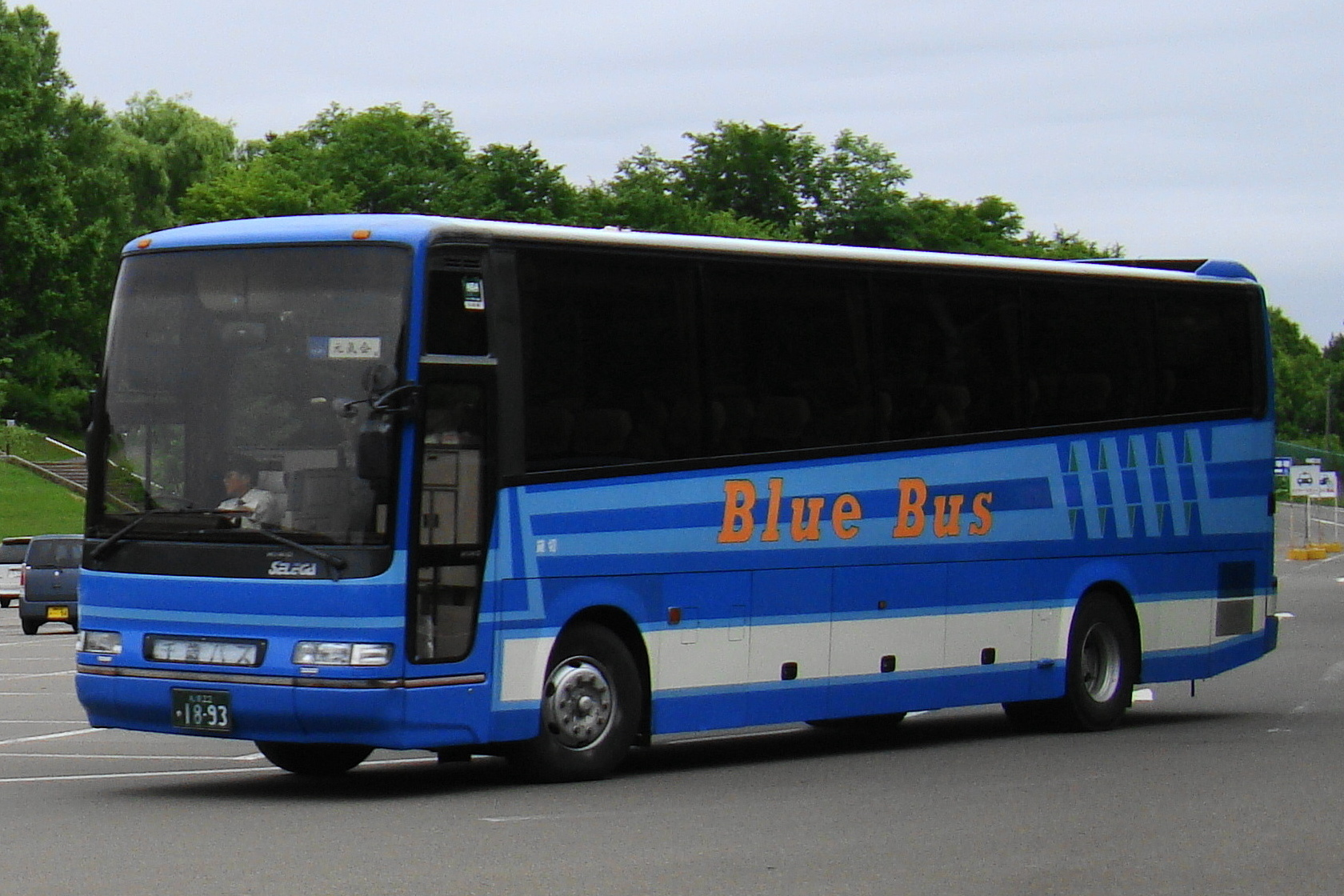
生産台数の少ない日野・セレガGTを所有
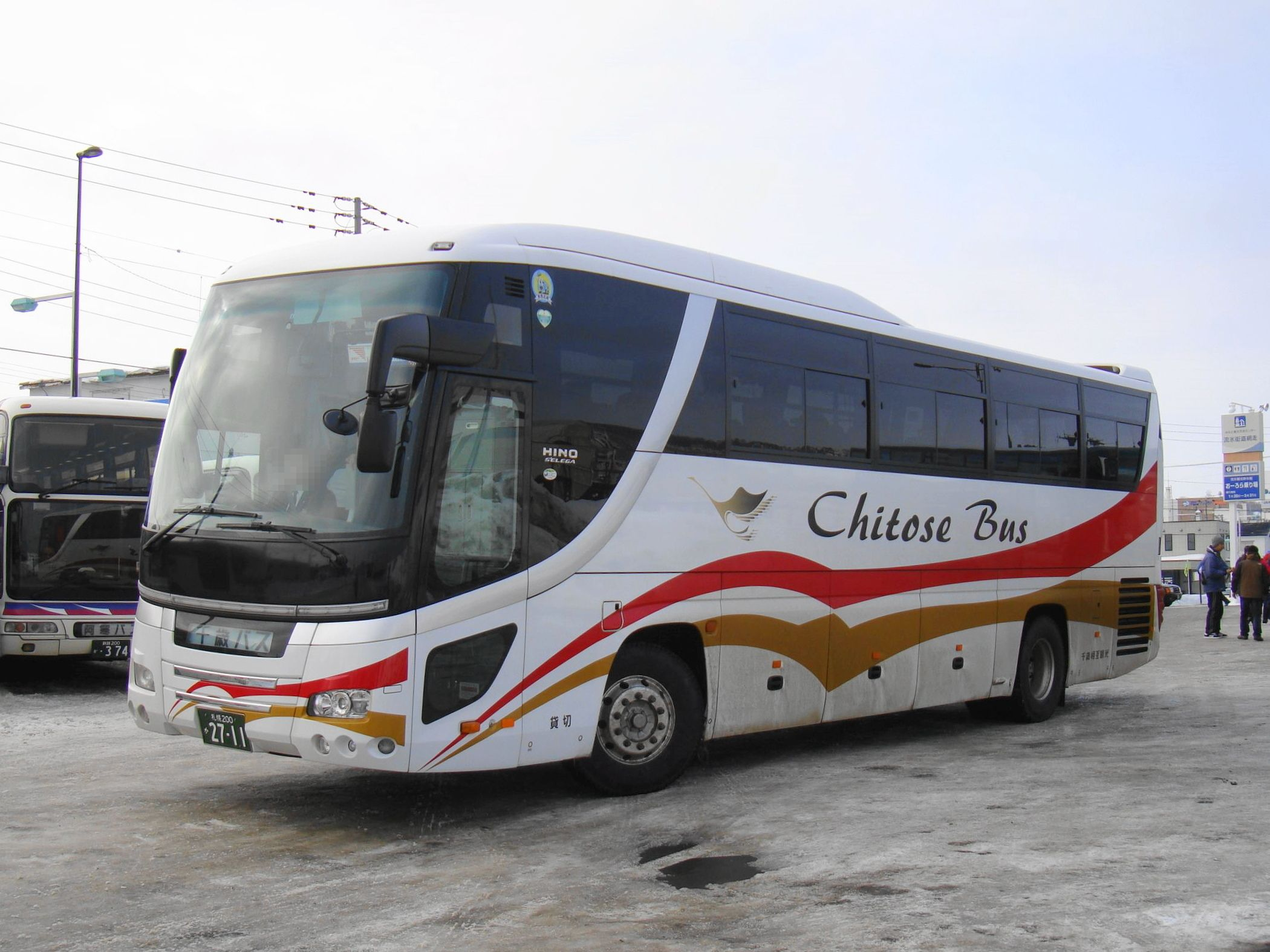
貸切バス（日野・セレガSHD）
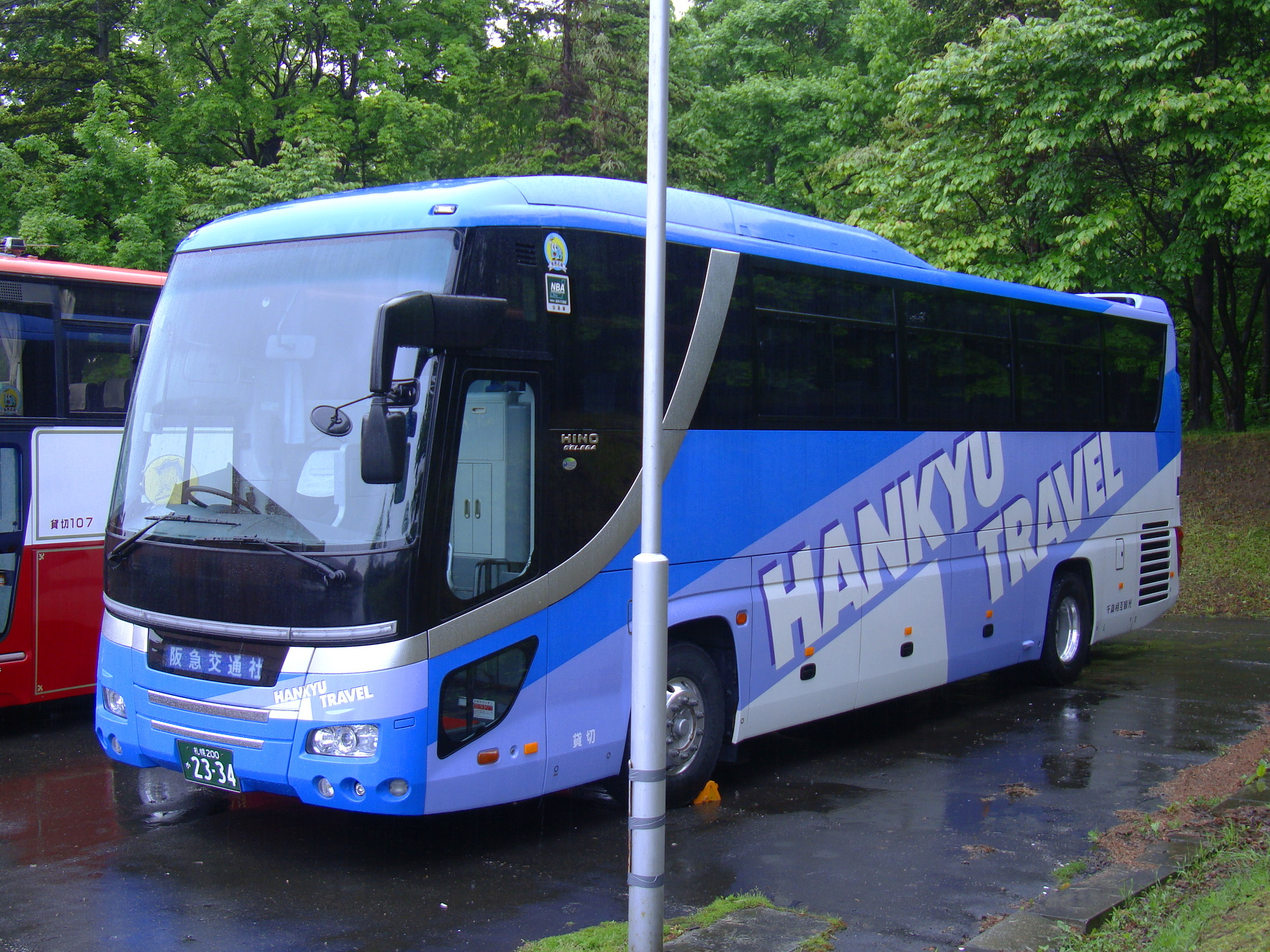
阪急交通社専用車（日野・セレガSHD）